# Nigramma albomixta
Nigramma albomixta är en fjärilsart som beskrevs av Embrik Strand 1917. Nigramma albomixta ingår i släktet Nigramma och familjen nattflyn. Inga underarter finns listade i Catalogue of Life.